# 涼宮春日系列電子遊戲列表
涼宮春日系列电子游戏由萬代南夢宮遊戲（後万代南梦宫娱乐）、萬普、角川書店、世嘉開發、發行。遊戲圍繞醉心超自然现象的女高中生涼宮春日展開。她爲尋找超自然現象成立讓世界變得更熱鬧的涼宮春日團（日语：／ Sekai o Ōi ni Moriageru Tame no Suzumiya Haruhi no Dan，簡稱SOS團），與成員阿虛、長門有希、朝比奈實玖瑠、古泉一樹一同調查神祕事件。遊戲發佈於PlayStation 2、Wii、PlayStation Portable、 任天堂DS。系列類型多樣，有冒险游戏、视觉小说、音樂遊戲。首作《涼宮春日的約定》2007年12月27日在日本發佈。截至2011年7月，已發佈8部遊戲，最新作爲《小涼宮春日的麻將》。

## 遊戲
| 作品                                            |                                                                                |
| ----------------------------------------------- | ------------------------------------------------------------------------------ |
| 涼宮春日的約定首发日期： - 日本：2007年12月27日 | 各平台发行年份： 2007年：PlayStation Portable                                  |
| 涼宮春日的約定首发日期： - 日本：2007年12月27日 | 备注： - 万代南梦宫娱乐開發、發行 - 冒险游戏、视觉小说                         |
| 涼宮春日的疑惑首发日期： - 日本：2008年1月31日  | 各平台发行年份： 2008年：PlayStation 2                                         |
| 涼宮春日的疑惑首发日期： - 日本：2008年1月31日  | 备注： - 萬普開發、發行 - 冒險遊戲、視覺小說                                   |
| 涼宮春日的激動首发日期： - 日本：2009年1月22日  | 各平台发行年份： 2009年：Wii                                                   |
| 涼宮春日的激動首发日期： - 日本：2009年1月22日  | 备注： - 角川書店開發、發行 - 健身遊戲、音樂遊戲                               |
| 涼宮春日的並聯首发日期： - 日本：2009年3月26日  | 各平台发行年份： 2009年：Wii                                                   |
| 涼宮春日的並聯首发日期： - 日本：2009年3月26日  | 备注： - Cavia開發、世嘉發行 - 冒險遊戲                                        |
| 涼宮春日的串聯首发日期： - 日本：2009年5月28日  | 各平台发行年份： 2009年：任天堂DS                                              |
| 涼宮春日的串聯首发日期： - 日本：2009年5月28日  | 备注： - Cavia開發、世嘉發行 - 冒險遊戲、視覺小說                              |
| TDOS3 for iPhone首发日期： - 日本：2010年2月    | 各平台发行年份： 2010年：iOS                                                   |
| TDOS3 for iPhone首发日期： - 日本：2010年2月    | 备注： - 角川書店開發、發行 - 原作第5卷《涼宮春日的暴走》衍生                  |
| 涼宮春日的追憶首发日期： - 日本：2011年5月12日  | 各平台发行年份： 2011年：PlayStation 3、PlayStation Portable                   |
| 涼宮春日的追憶首发日期： - 日本：2011年5月12日  | 备注： - 萬代南夢宮遊戲開發、發行 - 《涼宮春日的消失》後續原創情節 - 冒險遊戲  |
| 小涼宮春日的麻將首发日期： - 日本：2011年7月7日 | 各平台发行年份： 2011年：PlayStation Portable                                  |
| 小涼宮春日的麻將首发日期： - 日本：2011年7月7日 | 备注： - 角川書店開發、發行 - Puyo外傳漫畫《小涼宮春日的憂鬱》衍生麻將電子遊戲 |